# The Fireman & the Girl
The Fireman & the Girl è un cortometraggio muto del 1914  diretto e prodotto da Leopold Wharton e Theodore Wharton. Il film venne interpretato da Thurlow Bergen.

## Produzione
Il film fu prodotto dalla società Wharton dei fratelli Leopold e Theodore Wharton. Venne girato negli studi della casa di produzione a Ithaca, nello stato di New York.

## Distribuzione
Distribuito dalla Eclectic Film Company, uscì nelle sale il 28 novembre del 1914.